# 張謇 (海洋調査船)
張謇(ZHANG JIAN)は中国の海洋調査船。

## 概要
11000mまで潜航可能な彩虹魚の運用支援母船として建造された。2016年3月24日に浙江温嶺天時造船有限公司で進水式が挙行された。
中国の近代実業家で教育者の張謇の『実業を母とし、教育を父とする』という実務的な富国理念を発揚し、中国を一日も早く世界の海洋強国にするという願いを込めて命名された。
中国で初めての100％民間企業による出資として泰和海洋科技集団と上海彩虹魚海洋科技株式有限公司が共同で建造した遠洋科学調査船で全長は97m、幅は17.8m、設計上の排水量は4800トン、航行速度は12ノット、航続距離は1万5000カイリ、定員は60人で、補給なしで60日間作業できる。
今後1万1000m級有人潜水艇を1隻、1万1000m級無人潜水機を1隻、1万1000m級着陸機を3機、科学調査船の作業支援機材（光電複合ワーピングウィンチ、地質ウィンチ、CTD／水文ウィンチ、測深マルチビーム、ADCPシステム、浅地層探査装置など）を搭載予定。音響測深機に影響を与えないようにするため、敢えて振動の少ない蒸気タービンによるターボ・エレクトリック方式を採用しているとされる。
海洋科学調査の他にも、同船は深海救助と引き揚げ、海洋プロジェクトの設備取り付け、水中考古学上の調査、映画撮影、深海探検、観光などに利用予定。